# Naslijeđeni podatci
Naslijeđeni podatci (eng. legacy data) su podatci koji su pohranjeni u starom ili zastarjelom formatu ili računalnom sustavu. Stoga im je obično teško pristupiti ili obraditi ih trenutnom tehnologijom i softverom.
Pripadaju aplikacijama (naslijeđenim aplikacijama, legacy applications) koje su bile napisane za neki stariji operacijski sustav ili neku stariju platformu sklopovlja. 

## Vanjske poveznice
- Linked Data on the Web (LDOW2010) Matthew Rowe: Data.dcs: Converting Legacy Data into Linked Data